# The Edge of the Abyss
The Edge of the Abyss (o On the Edge of the Abyss) è un film muto del 1915 diretto da Walter Edwards con la supervisione di Thomas H. Ince che segna il debutto sullo schermo per l'attrice Mary Boland.

## Trama
Alma Clayton, membro di spicco della buona società, resta affascinata da Wayne Burroughs, un avvocato molto discusso, noto soprattutto per aver difeso alcuni criminali. L'interesse per Wayne la porta a rompere il suo fidanzamento con Neil Webster e ad accettare la proposta di matrimonio dell'avvocato. Ma Wayne, tutto preso dalla sua carriera, comincia presto a trascurare la moglie che, allora, riallaccia i rapporti con Neil, incoraggiandolo quando lui la corteggia. L'ex fidanzato, deciso a vendicarsi del suo più fortunato rivale, chiede ad Alma di fuggire con lui. Il loro colloquio viene spiato da Jim, un ladro che si è introdotto nella camera di Alma per portare a termine un colpo. Vedendo sul comò la foto dei padroni di casa, riconosce nell'uomo ritratto l'avvocato che, anni prima, si era speso per lui, salvandolo da una condanna certa, quando - innocente ma senza mezzi - era sotto processo, destinato al carcere a vita. Per ripagare il suo debito, Jim interviene: legato Neil a una sedia, si apparta con Alma, convincendola a non lasciare il marito. Neil, però, riesce a telefonare alla polizia, chiedendo aiuto. Per salvare Jim, Alma lo nasconde. Quando la polizia lascia la casa, Alma licenza Neil, riconciliandosi con il marito.

## Produzione
Il film fu prodotto dalla Kay-Bee Pictures e dalla New York Motion Picture.
Le musiche della colonna sonora furono arrangiate da Victor Schertzinger e Joseph Nurnberger.

## Distribuzione
Il copyright del film, richiesto dalla Triangle Film Corp., fu registrato nel dicembre 1915 con il numero LP10898.
Distribuito dalla Triangle Distributing, il film uscì nelle sale cinematografiche degli Stati Uniti il 26 dicembre 1915 dopo essere stato presentato in prima a New York il 21 novembre 1915.
In Svezia, il film uscì il 21 maggio 1917 con il titolo Tredje varningen.
Non si conoscono copie ancora esistenti della pellicola che viene considerata presumibilmente perduta.